# Онтањак
Онтањак (фр. Antagnac) насеље је и општина у југозападној Француској у региону Аквитанија, у департману Лот и Гарона која припада префектури Марманд.
По подацима из 2011. године у општини је живело 226 становника, а густина насељености је износила 24,27 становника/km². Општина се простире на површини од 22,15 km². Налази се на средњој надморској висини од 147 метара (максималној 168 m, а минималној 59 m).

## Демографија
| 1962. | 1968. | 1975. | 1982. | 1990. | 1999. | 2011. |
| ----- | ----- | ----- | ----- | ----- | ----- | ----- |
| 339   | 440   | 370   | 378   | 343   | 333   | 226   |

График промене броја становника у току последњих година